# هیولاهای هشت‌پا
هیولاهای هشت‌پا (به انگلیسی: Eight Legged Freaks) فیلمی است محصول سال ۲۰۰۲ و به کارگردانی الوری الکایم است. در این فیلم بازیگرانی همچون دیوید آرکت، کاری ورر، اسکات ترا، اسکارلت جوهانسون، داگ ای. داگ، ریک اورتون، لئون ریپی، مت زوچری، آیلین راین و ریلی اسمیت ایفای نقش کرده‌اند.